# Blondie for Victory
Blondie for Victory ist eine US-amerikanische Filmkomödie in Schwarz-weiß aus dem Jahr 1942. Regie führte Frank R. Strayer, das Drehbuch schrieben Connie Lee und Karen DeWolf nach den Comics von Chic Young und einer Geschichte von Fay Kanin. Die Hauptrollen spielten Penny Singleton und Arthur Lake. Blondie for Victory ist der zwölfte Blondie-Film.

## Handlung
Blondie Bumstead hat die Housewives of America gegründet, die die Soldaten an der Heimatfront unterstützen sollen. Sie nimmt dieses Engagement sehr ernst und hat daher keine Zeit mehr für die Hausarbeit. Die Folge davon ist, dass ihr Ehemann Dagwood nicht, wie von seinem Boss Mr. Dithers befohlen, zu Hause arbeiten kann. Dagwood kommt auch zu spät zur Arbeit, weil er sich morgens um die Kinder Alexander und Cookie sowie um Hund Daisy und deren Junge kümmern muss. Mr. Dithers hat Verständnis dafür, auch weil seine Frau Soldaten im gemeinsamen Haus unterbringt und er selbst deswegen im Hotel schlafen muss. Doch als er sich eines Abends von Dagwood zum selbstgekochten Essen einladen lässt und wegen einer Verwechslung Hundefutter vorgesetzt bekommt, ist seine Geduld am Ende. Dagwood soll Blondie dazu bewegen, die Housewives of America aufzugeben. Das sehen auch die zur Hilfe eingeladenen Ehemänner der anderen Frauen so – wenn Blondie sich zurückziehe, käme der Rest von alleine. Also stehen Dagwood und Mr. Dithers wieder allein da. Erst als der Soldat Herschel Smith Mr. Dithers einen Koffer von dessen Frau bringt, haben Mr. Dithers und Dagwood die Idee: Dagwood soll Blondie in Herschels Uniform sagen, dass er sich zum Kriegsdienst gemeldet habe und bald in den Krieg ziehen werde.
Blondie hat mit ihrer Gruppe die erste Aufgabe übernommen: Sie sollen über Nacht einen in der Nähe liegenden Damm bewachen. Doch haben ein Mann mit einem Päckchen unter dem Arm und mehrere Tiere, vor allem eine Maus, die Damen derart erschüttert, dass sie nach Hause gehen. So findet Dagwood Blondie alleine vor. Nachdem er ihr die Geschichte erzählt hat, kommt sie zu dem Schluss, dass es ihre wichtigste Aufgabe sei, die Familie zu versorgen. Sie ist so überzeugt davon, dass sie sogar die zurückkehrenden Damen der Housewives of America gleich wieder heimschickt. In der Zwischenzeit wurde ein allgemeiner Marschbefehl ausgegeben, daher braucht Herschel seine Uniform und eilt Dagwood hinterher, gefolgt von Mr. Dithers. Doch schon bald verplappern Herschel und Dagwood sich, sodass Blondie die Sache durchschaut. Ihr Ärger währt aber nur kurz, da eine Gruppe Soldaten auftaucht und den immer noch uniformierten Dagwood mitnehmen will. Beim Versuch, die Sache aufzuklären, erreicht Blondie jedoch nur, dass Dagwood wegen unberechtigtem Tragens einer Uniform verhaftet werden soll. Dagwood flieht, wird aber nach einer Weile auf den verdächtigen Mann aufmerksam. Er verfolgt ihn und bittet Blondie, die Soldaten zu Hilfe zu rufen. Dagwood stellt den Mann und zerrt an dem Päckchen, sodass es zerreißt. Wie sich herausstellt, enthält es nur Zucker, kein Dynamit.
Vor dem Militärgericht wird Dagwood streng verwarnt. Weil er aber wegen einer vermeintlichen Gefahr für das Land seine Flucht aufgegeben und damit die Uniform geehrt habe, wird er freigesprochen. Die zur Hilfe eilenden Housewives of America kommen zu spät. Bei ihrer Ankunft entwickelt sich aber ein Gespräch über die Pflichten der Hausfrauen in Kriegszeiten, zu denen Blondie eine kleine Rede hält, die von patriotischer Musik und mit einer bildschirmfüllenden US-Flagge unterlegt wird.
Running Gag mit dem Briefträger Mr. Crumb
Weil Dagwood ihn in den Jahren viel zu oft umgerannt hat, ist Mr. Crumb zum Energieversorger gewechselt; er beobachtet nun den Wasserstand am Damm. Als er bei einer Unterhaltung vor dem Diensthäuschen steht, wird er von dem flüchtenden Dagwood umgerannt. Sein Gesprächspartner will ihm aufhelfen, doch er lehnt ab und meint, er könne genauso gut liegen bleiben, man könne seinem Schicksal nicht entkommen.

## Hintergrund
In Blondie for Victory (Alternativtitel Troubles Through Billets) wird die Tochter Cookie, die noch ein Säugling ist, von Majelle White in deren einziger Filmrolle dargestellt. Stuart Erwin, der den Soldaten Herschel Smith spielt, war ursprünglich für die Rolle des Dagwood vorgesehen.
Blondie for Victory wurde vom 14. April bis zum 5. Mai 1942 von Columbia produziert. Für das Szenenbild war Lionel Banks verantwortlich. Die Welturaufführung von Blondie for Victory war am 6. August 1942. Columbia übernahm auch den Vertrieb des Films. Über eine Aufführung im deutschsprachigen Raum ist nichts bekannt.

## Kritiken
Die Kritiker stuften Blondie for Victory unterschiedlich ein. Sie bewerteten den Film in Bezug auf die Serie als durchschnittlich oder das Niveau der früheren Folgen treffend, aber auch als gute Unterhaltung und sogar als den möglicherweise besten Film der Serie ein. Auch wenn der Film dem probaten Schema folge, sollte er auch die amüsieren, die naheliegende Witze und eine vorhersehbare Geschichte nicht mögen. Zudem treffe der Film ein aktuelles Thema, was im Rückblick als Kriegspropaganda gewertet wurde. Allerdings werde die Geschichte langsam dünn, und Drehbuchautoren wie Regisseur könnten das komische Potenzial der Geschichte nicht voll zur Entfaltung bringen. Außerdem schienen sich der Slapstick und die dummen Witze oft zu wiederholen und ihren Glanz verloren zu haben. Die Botschaft des Filmes sei, dass amerikanische Frauen ihrem Land am besten dienen würden, wenn sie Hausfrauen seien. Es sei eben eine Hommage der Serie an die Frauen, die die Kriegsbemühungen unterstützten.
Die Besetzung wird positiv bewertet. Allgemein seien die Darsteller besser als adäquat, ja sogar sehr gut. Penny Singleton und Arthur Lake seien so gut wie üblich und gäben angemessen übertriebene Darstellungen, mit denen sie den Film retten, wie auch Larry Simms. Hervorgehoben werden außerdem Jonathan Hale und vor allem Stuart Erwin, der eine sehr gute Sequenz und eine witzige Rolle habe.